# 趙讓 (明朝)
趙讓（1435年—？），字元逊，亦号逊甫。浙江桐乡人，明朝政治人物。

## 生平
天顺六年（1462年）壬午科举人，此後困春闈十餘年，直至成化十一年（1475年）登乙未科第三甲進士。初授松滋县知县，行取升刑部主事，历本部员外郎中。弘治六年（1493年）出为广西南宁府知府，有惠政，卒于任所。

## 家族
曾祖父趙樂德。祖父趙遵禮。父亲趙廷珪。